# Diamond Head (spot de surf)
Pour les articles homonymes, voir Diamond Head.
 (août 2025).
Motif : Aucune source en l'état. Existence de cette plage et de sa notoriété non démontrées.
- Archive Wikiwix
- Bing
- Cairn
- DuckDuckGo
- E. Universalis
- Gallica
- Google
- G. Books
- G. News
- G. Scholar
- Persée
- Qwant
- (zh) Baidu
- (ru) Yandex
- (wd) trouver des œuvres sur Wikidata

| 1. | Préciser le motif de la pose du bandeau. | Précisez le motif de la pose du bandeau en utilisant la syntaxe suivante : {{admissibilité à vérifier\|date=août 2025\|motif=remplacez ce texte par le motif}}                                   |
| 2. | Informer les utilisateurs concernés.     | Pensez à avertir le créateur de l'article, par exemple, en insérant le code ci-dessous sur sa page de discussion : {{subst:avertissement admissibilité à vérifier\|Diamond Head (spot de surf)}} |

Diamond Head est un spot de surf français situé en Charente-Maritime dans la commune de Saint-Clément-des-Baleines.
Il fait partie des Spots de surf de l’île de Ré.
La côte nord à l'ouest de l'Île de Ré, la pointe du Lizay, sur cette plage trois spot de surf : Diamond Head, le petit Bec, le Lizay. 
Il s'agit principalement d'une gauche assez molle, intéressante les jours de tempête.

## Photographies

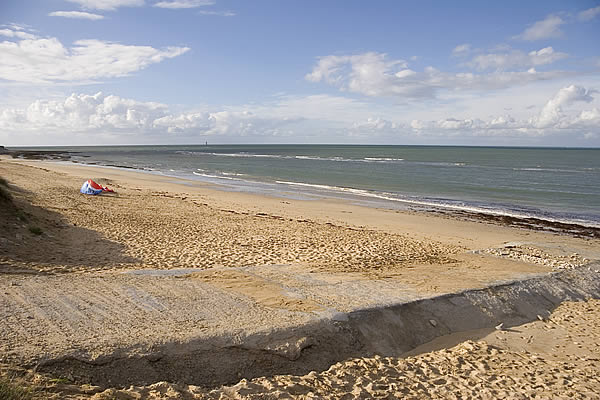